# Selmsdorf
Selmsdorf es un municipio situado en el distrito de Mecklemburgo Noroccidental, en el estado federado de Mecklemburgo-Pomerania Occidental (Alemania), a una altitud de 55 metros. Su población a finales de 2016 era de 2906 habs. y su densidad poblacional, 80 hab/km².
Se encuentra ubicado cerca de las ciudades de Wismar y Schwerin.